# Quilombo
Quilombo là một đô thị thuộc bang Santa Catarina, Brasil. Đô thị này có diện tích 279,279 km², dân số năm 2007 là 10871 người, mật độ 35,6 người/km².